# White Men Are Black Men Too
White Men Are Black Men Too è il secondo album in studio del gruppo musicale scozzese Young Fathers, pubblicato nel 2015.

## Tracce
1. Still Running – 3:08
2. Shame – 4:09
3. Feasting – 2:39
4. 27 – 2:27
5. Rain or Shine – 3:49
6. Sirens – 3:00
7. Old Rock n Roll – 3:11
8. Nest – 3:17
9. Liberated – 2:55
10. John Doe – 2:52
11. Dare Me – 2:39
12. Get Started – 4:47